# Estronciowhitlockita
L'estronciowhitlockita és un mineral de la classe dels fosfats que pertany al grup de la merrillita. Rep el seu nom pel seu contingut en estronci i la seva relació amb la whitlockita.

## Característiques
L'estronciowhitlockita és un fosfat de fórmula química Sr₉Mg(PO₄)₆(HPO₄). Va ser aprovada com a espècie vàlida per l'Associació Mineralògica Internacional l'any 1989. Cristal·litza en el sistema trigonal. La seva duresa a l'escala de Mohs és 5.
Segons la classificació de Nickel-Strunz, l'estronciowhitlockita pertany a «08.AC: Fosfats, etc. sense anions addicionals, sense H₂O, amb cations de mida mitjana i gran» juntament amb els següents minerals: howardevansita, al·luaudita, arseniopleïta, caryinita, ferroal·luaudita, hagendorfita, johil·lerita, maghagendorfita, nickenichita, varulita, ferrohagendorfita, bradaczekita, yazganita, groatita, bobfergusonita, ferrowyl·lieïta, qingheiïta, rosemaryita, wyl·lieïta, ferrorosemaryita, qingheiïta-(Fe2+), manitobaïta, marićita, berzeliïta, manganberzeliïta, palenzonaïta, schäferita, brianita, vitusita-(Ce), olgita, barioolgita, whitlockita, merrillita, tuïta, ferromerrillita, bobdownsita, chladniïta, fil·lowita, johnsomervilleïta, galileiïta, stornesita-(Y), xenofil·lita, harrisonita, kosnarita, panethita, stanfieldita, ronneburgita, tillmannsita i filatovita.

## Formació i jaciments
Va ser descoberta a la mina Kovdor Zheleznyi, una mina de ferro situada al massís de Kovdor, a la península de Kola (Districte Federal del Nord-oest, Rússia). Es tracta de l'únic indret on ha estat descrita aquesta espècie mineral.